# سادات گجرات
سادات گجرات که با عنوان میر نیز خوانده می‌شوند با جمعیت تقریبی ۲۵۰۰۰۰ نفر بخشی از سادات جنوب آسیا را تشکیل می‌دهند. جمعیت آنان در هند و پاکستان پراکنده‌است.